# John W. Snyder

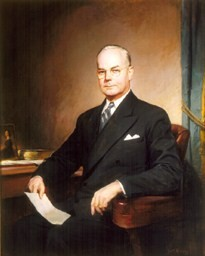
Porträt von John W. Snyder im Finanzministerium

John Wesley Snyder (* 21. Juni 1895 in Jonesboro (Arkansas); † 8. Oktober 1985) war ein US-amerikanischer Geschäftsmann, Politiker sowie Finanzminister.

## Studium, Weltkriege und berufliche Tätigkeiten
Nach dem Schulbesuch absolvierte er ein Studium an der Ingenieurschule der Vanderbilt University, das er jedoch nach dem Eintritt der USA in den Ersten Weltkrieg bereits nach einem Jahr abbrach. Er leistete seinen Militärdienst in der United States Army, wo er erstmals auch Harry S. Truman traf, der sich ebenfalls freiwillig zur Armee gemeldet hatte und Artillerieoffizier war.
Nach dem Ersten Weltkrieg war er als Bankangestellter und in der Privatwirtschaft tätig, ehe er 1930 nach Washington, D.C. ging. In den folgenden Jahren war als Mitarbeiter im Währungsprüfungsamt (Office of the Comptroller of Currency) tätig. 1936 trat er in die Verwaltung für die Wiederaufbaufinanzierung (Reconstruction Finance Administration) ein.
1940 bis 1943 war er Geschäftsführender Vizepräsident und Direktor der Gesellschaft für Verteidigungsbetriebe (Defense Plant Corporation). Zugleich war er 1940 bis 1944 Assistent des Direktors der Reconstruction Finance Administration. In dieser Funktion intensivierte sich nach dem Eintritt der USA in den Zweiten Weltkrieg 1941 die Zusammenarbeit zwischen ihm und Harry S. Truman, der als Senator seit 1941 Vorsitzender des Senatssonderausschusses für die Überwachung der Kriegsproduktion war und 1944 Vizepräsident der Vereinigten Staaten wurde. 1945 war er kurzzeitig Leiter der Bundeskreditverwaltung (Federal Loan Administration).

## Aufstieg zum Finanzminister unter Truman
Als Truman nach dem Tod von Franklin D. Roosevelt am 12. April 1945 selbst Präsident der Vereinigten Staaten wurde, ernannte er Snyder zum Direktor für Kriegsmobilisierung und Umwandlung (Office of War Mobilisation and Reconversion). In diesem Amt spielte er eine führende Rolle beim Wechsel der nationalen Wirtschaft von der Kriegsproduktion zur Friedensindustrie.

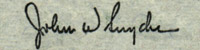
Unterschrift von Snyder auf US-$-Banknoten

Am 25. Juni 1946 ernannte ihn Truman dann als Nachfolger von Fred M. Vinson zum Finanzminister. Seine Hauptaufgabe lag in den kommenden Jahren darin eine stabile Nachkriegswirtschaft zu begründen. Die wichtigsten Punkte seines Programms waren dabei die Aufrechterhaltung des Vertrauens in die Regierung, die Reduzierung der Bundesschulden sowie die Ermutigung öffentlicher Sparkassen zu Geldanlagen in Bundesschatzbriefe. Durch seine enge Freundschaft zum Präsidenten war er auch einer der engsten Berater von Truman in außen- und innenpolitischen Angelegenheiten. Er erhielt 1947 die Medal for Merit, damals die höchste zivile Auszeichnung der USA.
Snyder blieb bis zum Ende der zweiten Amtszeit von Präsident Truman am 20. Januar 1953 im Amt und zog sich anschließend ins Privatleben zurück.
Zwischen 1955 und 1973 war er zeitweise als Berater des Finanzministeriums tätig.